# Hosszúcsőrű nádirigó
A hosszúcsőrű nádirigó vagy bengáli nádirigó (Acrocephalus stentoreus) a verébalakúak (Passeriformes) rendjébe, ezen belül a nádiposzátafélék (Acrocephalidae) családjába tartozó faj.

## Rendszerezése
A fajt Wilhelm Hemprich és Christian Gottfried Ehrenberg írták le 1833-ban, a Curruca nembe Curruca stentorea néven.

## Alfajai
- Acrocephalus stentoreus stentoreus (Hemprich & Ehrenberg, 1833) – Egyiptomban a Földközi-tenger környéke
- Acrocephalus stentoreus levantinus (Roselaar, 1994) - Izrael, Jordánia, Libanon, Szíria és az Arab-félsziget északnyugati része
- Acrocephalus stentoreus brunnescens (Jerdon, 1839) – észak-Szomáliától az Arab-félszigeten keresztül dél-Kazahsztánig, Közép-Ázsiában költő állományai Dél-Ázsiában telelnek
- Acrocephalus stentoreus amyae (E. C. S. Baker, 1922) – északkelet-Indiától közép-Kínáig
- Acrocephalus stentoreus meridionalis (Legge, 1875) – dél-India, Srí Lanka [2]

## Előfordulása
Egyiptomtól közép-Kínáig költ, nyugat-Közép-Ázsiában költő állományai Dél-Ázsiában telelnek. 
Természetes élőhelyei a szubtrópusi vagy trópusi hegyi esőerdők és cserjések, mocsarak, tavak, folyók és patakok környékén. Állandó, nem vonuló faj.

## Megjelenése
Testhossza 18–20 centiméter, testtömege 23–34 gramm.
|  |

## Életmódja
Főleg rovarokkal táplálkozik.

## Szaporodása

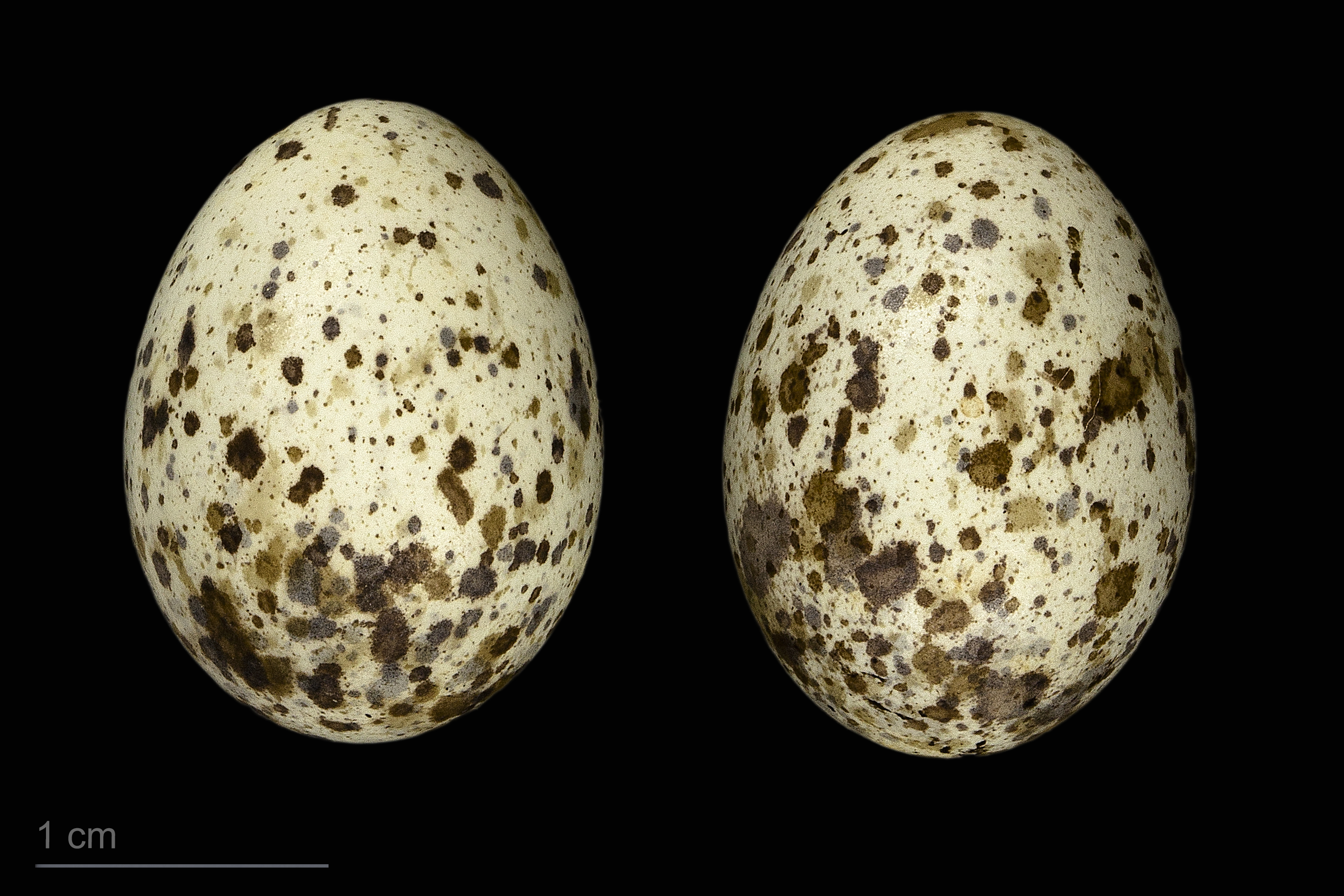
Acrocephalus stentoreus stentoreus tojásai

Márciustól augusztusig költ, fészekalja 3-6 tojásból áll.

## Természetvédelmi helyzete
Az elterjedési területe rendkívül nagy, egyedszáma pedig stabil. A Természetvédelmi Világszövetség Vörös listáján nem fenyegetett fajként szerepel.